# Parc Nacional d'Ånderdalen
El Parc Nacional d'Ånderdalen (en noruec: Ånderdalen nasjonalpark) és un parc nacional de Noruega, que es troba a la gran illa de Senja, al comtat de Troms. Amb 125 quilòmetres quadrats, el parc es troba dins dels municipis de Torsken i Tranøy. El parc va ser establert per reial decret el 6 de febrer de 1970 i va ser ampliat el 2004. El parc nacional preserva aquesta regió costanera del nord de Noruega en un estat natural, incloent boscos de pi roig, bedoll i plantes alpines.
El parc nacional no tenia ants abans del 1940, però ara en té una població permanent. També és una important zona de pasturatge de rens semi-domesticats. Els animals més petits més comuns són les guineus, els erminis, les llebres, petits rosegadors, i dues espècies de musaranyes. Els pinnípedes viuen als caps dels fiords i les llúdrigues es veuen sovint al llarg dels rius. La truita i la truita alpina són comunes, i el salmó es troba fins al Åndervatn.
El significat de l'últim element és la forma finita de dal que significa "vall". El significat del primer element és desconegut. A la vall i al parc hi ha noms similars, com el riu Ånderelva i el llac Åndervatnet.